# Filipstadit
Filipstadit ist ein sehr selten vorkommendes Mineral aus der Mineralklasse der „Oxide und Hydroxide“ mit der Endgliedzusammensetzung (Fe3+0,5Sb5+0,5)Mn2+2O4. Filipstadit ist damit chemisch gesehen ein Eisen-Antimon-Mangan-Oxid, wobei der Strukturplatz von Eisen beziehungsweise Antimon etwa zu gleichen Teilen von ihnen besetzt wird.
Filipstadit kristallisiert im kubischen Kristallsystem, konnte jedoch bisher nur in Form von winzigen, oktaedrischen Kristallen bis etwa 200 μm Größe sowie als krustige Überzüge auf Jakobsit und Hausmannit entdeckt werden. Das Mineral ist undurchsichtig (opak) und zeigt auf den Oberflächen der schwarzen im Auflichtmikroskop auch grau erscheinenden Kristalle und Aggregate einen metallischen Glanz. Seine Strichfarbe ist dagegen braun.

## Etymologie und Geschichte

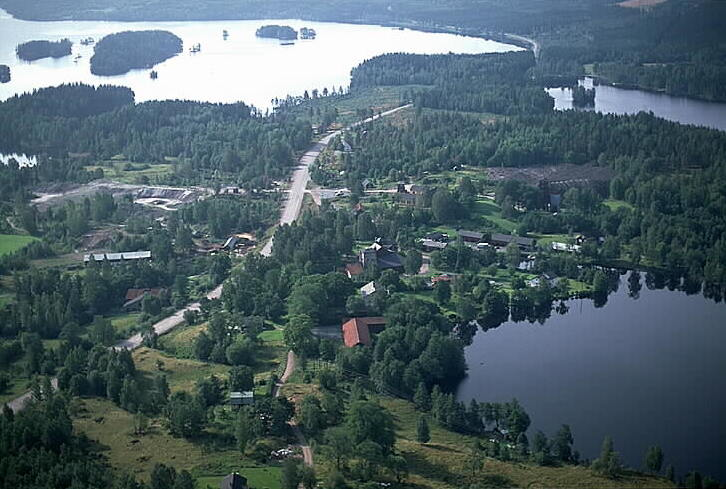
Luftaufnahme der Grubensiedlung Långban, Gemeinde Filipstad (1989)

Während der Analyse von Ingersonit, einem 1988 neuen Ca-Mn-Antimonatmineral aus der berühmten Grubensiedlung Långban innerhalb der schwedischen Gemeinde Filipstad fiel den Erstbeschreibern Pete J. Dunn, Donald R. Peacor, Alan J. Criddle und Chris J. Stanley ein weiteres bisher unbekanntes, undurchsichtiges Mineral. Aufgrund der Daten aus Röntgenbeugung und chemischer Analyse legten den Schluss nahe, dass das zweite neu entdeckte Mineral mit den Spinellen verwandt ist. Dunn, Peacor, Criddle und Stanley benannten das Mineral nach dem Gemeinde-Hauptort Filipstad, die etwa 20 km südlich von Långban liegt.
Das Mineralogenteam sandte seine Untersuchungsergebnisse und den gewählten Namen 1987 zur Prüfung an die International Mineralogical Association (interne Eingangsnummer der IMA: 1987-010), die den Filopstadit als eigenständige Mineralart anerkannte. Die seit 2021 ebenfalls von der IMA/CNMNC anerkannte Kurzbezeichnung (auch Mineral-Symbol) von Filipstadit lautet „Fps“.
Das Typmaterial (Holotyp) des Minerals wird im Natural History Museum in London (England) unter den Katalog-Nr. 1986,410:E1177 und 1986,411:E1178 sowie im National Museum of Natural History in Washington, D.C. (USA) unter der Katalog-Nr. 163012A aufbewahrt.

## Klassifikation
Die strukturelle Klassifikation der IMA zählt den Filipstadit zur Spinell-Supergruppe, wo er zusammen mit Ahrensit, Brunogeierit, Qandilit, Ringwoodit, Tegengrenit und Ulvöspinell die Ulvöspinell-Untergruppe innerhalb der Oxispinelle bildet.
Da der Filipstadit erst 1987 als eigenständiges Mineral anerkannt wurde, ist er in der seit 1977 veralteten 8. Auflage der Mineralsystematik nach Strunz noch nicht verzeichnet.
Im zuletzt 2018 überarbeiteten und aktualisierten Lapis-Mineralienverzeichnis nach Stefan Weiß, das sich im Aufbau noch nach dieser alten Form der Systematik von Karl Hugo Strunz richtet, erhielt das Mineral die System- und Mineral-Nr. IV/B.05-070. In der „Lapis-Systematik“ entspricht dies der Klasse der „Oxide und Hydroxide“ und dort der Abteilung „Oxide mit dem Stoffmengenverhältnis Metall : Sauerstoff = 3 : 4 (Spinelltyp M3O4 und verwandte Verbindungen)“, wo Filipstadit zusammen mit Harmunit, Hausmannit, Hetaerolith, Hydrohetaerolith, Iwakiit, Marokit, Tegengrenit, Wernerkrauseit und Xieit die unbenannte Gruppe IV/B.05 bildet.
Die von der IMA zuletzt 2009 aktualisierte 9. Auflage der Strunz’schen Mineralsystematik ordnet den Filipstadit ebenfalls in die Abteilung der Oxide mit Stoffmengenverhältnis „Metall : Sauerstoff = 3 : 4 und vergleichbare“ ein. Diese ist weiter unterteilt nach der relativen Größe der beteiligten Kationen, sodass das Mineral entsprechend seiner Zusammensetzung in der Unterabteilung „Mit ausschließlich mittelgroßen Kationen“ zu finden ist, wo es zusammen mit Chromit, Cochromit, Coulsonit, Cuprospinell, Franklinit, Gahnit, Galaxit, Hercynit, Jakobsit, Magnesiochromit, Magnesiocoulsonit, Magnesioferrit, Magnetit, Manganochromit, Nichromit (N), Qandilit, Spinell, Trevorit, Ulvöspinell, Vuorelainenit und Zincochromit die „Spinellgruppe“ mit der Systemnummer 4.BB.05 bildet.
In der vorwiegend im englischen Sprachraum gebräuchlichen Systematik der Minerale nach Dana hat Filipstadit die System- und Mineralnummer 07.02.13.01. Dies entspricht ebenfalls der Klasse der „Oxide und Hydroxide“ und dort der Abteilung „Mehrfache Oxide“, wo das Mineral zusammen mit Tegengrenit in der unbenannte Gruppe 07.02.13 innerhalb der Unterabteilung „Mehrfache Oxide (A+B2+)2X4, Spinellgruppe“ zu finden ist.

## Kristallstruktur
Filipstadit kristallisiert kubisch in der Raumgruppe Fd3m (Raumgruppen-Nr. 227) mit dem Gitterparameter a = 25,93 Å sowie 216 Formeleinheiten pro Elementarzelle.

## Bildung und Fundorte
Filipstadit bildete sich in metamorphisierten Eisen-Mangan-Erzkörpern. An seiner Typlokalität Långban fanden sich neben dem dort ebenfalls erstmals entdeckten Ingersonit noch Calcit, Jakobsit und gediegen Antimon als weitere Begleitminerale.
Der bisher einzige weitere bekannte Fundort (Stand 2023) ist die nahe gelegene Grube Jakobsberg bei Nordmark, die ebenfalls zur Gemeinde Filipstad gehört.